# Jan Peumans
Jan Peter Peumans (ur. 6 stycznia 1951 w Maastricht) – belgijski polityk, samorządowiec i socjolog, burmistrz Riemst i senator, w latach 2009–2019 przewodniczący Parlamentu Flamandzkiego.

## Życiorys
Urodzony w rodzinie flamandzkich nacjonalistów, jego stryj Juul Peumans był członkiem kolaborującego z Niemcami Flamandzkiego Związku Narodowego i został w 1943 zastrzelony. W 1974 ukończył studia z socjologii i politologii na Katholieke Universiteit Leuven, kształcił się na tej uczelni także w instytucie krajów rozwijających się. Był członkiem organizacji młodzieżowych, a także krótko partii komunistycznej Alle Macht Aan De Arbeiders. Po studiach od 1976 do 1988 pracował w Holandii jako koordynator w lokalnym instytucie zdrowia psychicznego, później m.in. jako dyrektor marketingu i strategii u flamandzkiego publicznego przewoźnika De Lijn. Od 1988 do 1991 asystent Johana Sauwensa, ministra transportu i robót publicznych w rządzie Flamandzkiej Wspólnoty Belgii. W 1990 został szefem fundacji zajmującej się bezpieczeństwem ruchu drogowego.
Zaangażował się w działalność Unii Ludowej i następnie Nowego Sojuszu Flamandzkiego (był wiceprzewodniczącym tej partii w latach 2008–2009). Od 1983 należy do rady miejskiej w Riemst, w ramach władz tego miasta został schepenem (członkiem władz miejskich) oraz burmistrzem (1995–2006). Zasiadał również w radzie prowincji Limburgia (1985–1987, 1991–2004), gdzie przewodził frakcji VU. W 2004, 2009 i 2014 wybierany do Parlamentu Flamandzkiego, kierował partyjną frakcją N-VA w latach 2007–2009. W lipcu 2009 został przewodniczącym parlamentu w miejsce Marleen Vanderpoorten, utrzymał to stanowisko po wyborach w 2014. W kadencji 2014–2019 delegowany do Senatu. W 2019 został ponownie wybrany do Parlamentu Flamandzkiego. Nie objął jednak mandatu i zakończył karierę polityczną, skupiając się na pisaniu doktoratu poświęconego flamandzkiemu nacjonalizmowi w Limburgii po II wojnie światowej.

## Życie prywatne
Żonaty, zadeklarowany republikanin. W 2010 został zaatakowany przez Walończyka w Visé, wskutek czego doznał m.in. złamania szczęki.